# Szyszki-Folwark
Szyszki-Folwark (prononciation : [ˈʂɨʂki ˈfɔlvark]) est un village polonais de la gmina de Gzy dans le powiat de Pułtusk de la voïvodie de Mazovie dans le centre-est de la Pologne.

## Histoire
De 1975 à 1998, le village appartenait administrativement à la voïvodie de Ciechanów.